# Stylops timberlakei
Stylops timberlakei (лат.) — вид веерокрылых насекомых рода Stylops из семейства Stylopidae. США.
Паразиты пчёл вида Andrena macrocephala Cockerell (род Andrena, Andrenidae). Лапки самцов 4-члениковые, усики 6-члениковые с боковыми отростками. Голова поперечная. Обладают резким половым диморфизмом: самцы крылатые (2 пары узких крыльев: передние маленькие и узкие, задние широкие), самки бескрылые червеобразные эндопаразиты.
Вид был впервые описан в 1936 году американским энтомологом профессором Ричардом Бохартом (Bohart, Richard M.; 1913—2007) и назван в честь гименоптеролога Филипа Тимберлейка (Philip Hunter Timberlake; 1883—1981).